# Himerta sepulchralis
Himerta sepulchralis är en stekelart som först beskrevs av Holmgren 1876.  Himerta sepulchralis ingår i släktet Himerta och familjen brokparasitsteklar. Arten är reproducerande i Sverige. Inga underarter finns listade i Catalogue of Life.